# (24494) Megmoulding
(24494) Megmoulding est un astéroïde de la ceinture principale d'astéroïdes.

## Description
(24494) Megmoulding est un astéroïde de la ceinture principale d'astéroïdes. Il fut découvert le 30 décembre 2000 à Socorro (Nouveau-Mexique) par le projet LINEAR. Il présente une orbite caractérisée par un demi-grand axe de 2,42 UA, une excentricité de 0,13 et une inclinaison de 3,3° par rapport à l'écliptique.

## Compléments